# ماليالا مانوراما
مالايالام مانوراما  (بالماليالامية: മലയാള മനോരമ)‏ هي جريدة أسبوعية مليالمية لها عدد كبير من القراء في ولاية كيرالا، بالهند. ومجموعة مانوراما، التي تدير الجريدة، تدير أيضا كتاب مانوراما السنوى، أوسع الكتب السنوية انتشارا وتوزيعا. والآن مالايالام مانوراما كجريدة أسبوعية، والتي ظهرت للمرة الأولى يوم 14 مارس 1890، أصبح لها عدد قراء يتعدى ال 16 مليون، بقاعدة توزيع تزيد عن 1,8 مليون نسخة. ويُشهد لها بتصميمات غاية في الجاذبية لصفحاتها. وترجمة كلمة «مانوراما» المليالمية هي تقريبا «ترفيه». ومجموعة مانوراما تُصدر أيضاجريدة الأسبوع(الهند)، وهي جريدة أسبوعية هندية.ومع ذلك فان كتاب مانوراما السنوى هو إصدار سنوى مفضل من مجموعة مانوراما القائمة علىكوتايام.

## تاريخها
شركة نشر متحدة، كان مقرر لها تنال مرتبة شركة النشر الموحدة المشتركة لجمهورية الهند، أدمجتها كانداثيل فارجيز مابيلاى عام 1888، وبعد ذلك مدينة صغيرة في مملكة ترافينكور، وحاليا جزء من ولاية كيرالا بالهند.وقد صدر العدد الأول من ماليالا مانوراما في 22 مارس 1890 من المطبعة التي يملكها مالينكارا ميترو بوليتان اتش.جى جوزيف مار دايونيسيس للكنيسة الأرثوذكسية. والشاعر راغافان نامبيار فيلوفارفاتاثو من تيروفالا هو الذي اختار اسم مالايالام مانوراما.بينما منحتها كيرالا فارما الرمز الذي هو جزء من رمز مملكة ترافنكور. وقد شهدت الشركة العديد من التحديات لمدة سنتين، من تاريخ التأسيس وحتى بدأ نشر. كما تنشر معلومات شهرية باسم «أخبرنى لماذا».

## طبعاتها
- كوتايام
- ثيروفانانثابورام
- كوريكود
- كوشى
- ثريسور
- كانور
- كولام
- بلاكاد
- مالابورام
- باثانامثيتا
- بنغالورو
- مانجلور
- شيناي
- مومباي
- مدينة دلهي
- دبي
- البحرين

ويتم نقد الجريدة على أساس عدد مساحات الاعلانات بها.[بحاجة لمصدر] والجريدة معروفة بإعطاء أهمية كبيرة للإعلانات، أكثر من الأخبار. [بحاجة لمصدر] وتعتبر مجموعة مانوراما من المروجين لسياسات الرأسمالية، كما أنها تُظهر معارضة شديدة للاشتراكية. [بحاجة لمصدر]

## خلافاتها
كما نشرت مالايالام مانوراما تقارير ومقالات افتتاحية ضد فظائع ديوان سى.بى راماسوامي آير. مما آثار غضب الديوان. فبدأ في اتخاذ إجراءات ضد الجريدة. [بحاجة لمصدر] فأُجبرت على وقف النشر، وتم إرسال المحرر، كيه.سي مامين مابيلاى، إلى السجن عام 1938. وظلت أبواب مالايالام مانوراما مغلقة حتى عند احتفال الهند بعيد الاستقلال في آب / أغسطس 1947.كما أنهم يمتلكون مؤسسة مايلين ريبير.
بعض المقالات الافتتاحية أصبحت مثيرة للجدل عندما كتبت مانوراما افتتاحية عن «حقيقة البلو» تصف البلوتوث بأنه تكنولوجيا تتسبب في ايذاءات جنسية بولاية كيرالا. وقد لقى ذلك معارضة شديدة من قبل المدونين المستقلين والفنيين في أنحاء البلاد، لأنه في واقع الأمر، معظم البيانات خاطئة ومضللة. على غرار الافتتاحية السابقة، بدأت مانوراما افتتاحية أخرى حول «الاميل سبام» اسمها «اميل اتام»، والتي تسببت مرة أخرى في خلق خلافات نتيجة للتقارير الغير علمية والخاطئة حول التكنولوجيا.

## الجدول الزمني
- 1888 تأسست مالايالام مانوراما
- 1890 أول عدد من مالايالام مانوراما تم نشره يوم 14 مارس.
- 1892 بدأ نشر باشا بوشينى
- 1901 أصبحت مالايالام مانوراما تصدر كل أسبوعين
- 1904 وفاة الشخصية الرئيسية كانداثى فارجيز مابيلاى،
- 1915 بدأت مالايالام مانوراما في نشر ملاحق يوميات الحرب العالمية الأولى.
- 1918 أصبحت مالايالام مانوراما تصدر كل ثلاث اسابيع في 2 يوليو.
- 1928 أصبحت مالايالام مانوراما جريدة يومية ابتداء من 2 يوليو.
- 1929 في 29 مايو، تم تشكيل اخيلا كيرالا بالاجانا ساكيام.
- 1930 ظهر أول عدد سنوى من مالايالام مانوراما.
- 1937 بدء الطبعة الاسبوعية من مالايالام مانوراما في 8 أغسطس.
- 1938 حظرت ولاية ترافنكور نشر مالايالام مانوراما في 10 سبتمبر.
  - وقد ظهر إصدار منها يوم 14 سبتمبر من ولاية كوشين، من مطبعة كونامكولن للكنيسة الأرثوذكسية.
- 1939 تم ادانة كي.سي مامين مابيلاى وسجنه بتهم فساد واحتيال مدوية.
- 1941 إطلاق سراح مامين مابيلاى بعد تبرأته من جميع القضايا الزائفة.
- 1947 ابتداء من 29 نوفمبر بدأ الإصدار المنتظم لمالايالام مانوراما من جديد.
- 1950 العمل بآلة الطباعة الدوارة.
- 2007 أصبحت اللغة الإقليمية الوحيدة يوميا في الهند، لتتجاوز الـ 15 نسخة.

## الصحفيون
ومن الصحفيين البارزين الذين عملوا مع مانوراما اليومية أو مع أي إصدار آخر لها فاكوم شاندراسيخاران ناير، إى.في. كريشنا بيلاي، إى. في سريدهاران، تى.في.آر شينوي، كى. غوبالاكريشنان، بابو شينجانور، كى.آر شومار، الخمير الحمر، موركوث كونجابا، كى.ام ثاراكان، تى.كى.جى ناير، كى.جى نيدونجادى، في كى بى (في.كى. بارجافان ناير).
وآخريم منهم توماس جاكوب وجوى ساثامباديكال، والذين يعملون حاليا

## الروابط الخارجية
- تاريخ مالايالام مانوراما
- طبعة مالايالام مانوراما الإنجليزية على شبكة الإنترنت
- طبعة مالايالام مانوراما الماليالامية على شبكة الإنترنت
- مانوراما الالكترونية (يجب التسجيل)

قالب:Malayalam journalism